# Celeste Bonin
Celeste Beryl Bonin (Houston, Texas, 7 d'octubre de 1986) és una model i lluitadora estatunidenca que treballa a la World Wrestling Entertainment a la seva marca SmackDown amb el nom de Kaitlyn. Va competir en el seu territori de desenvolupament, la Florida Championship Wrestling (FCW). És la guanyadora de la tercera temporada de NXT.

## World Wrestling Entertainment

### 2010
Kaitlyn va debutar a la FCW amb el nom de Celeste en un concurs de biquinis. Va canviar-se ràpidament el nom pel de Ricki Vaughn, però no va arribar a fer-lo servir a causa d'un altre canvi.
El 7 de setembre va anunciar-se que Kaitlyn participaria en la tercera temporada de NXT amb Vickie Guerrero com a mentora. La següent setmana va debutar com a heel
fent equip amb Dolph Ziggler per derrotar AJ i Primo; aquest mateix dia va guanyar una cursa d'obstacles.
El 28 de setembre va guanyar un "Rookie Challenge" en el qual les rookies havien d'empènyer un carretó en què hi duien el lluitador anomenat Hornswoggle; aquest mateix dia barallar-se amb la seva mentora i en Matt Striker es va veure obligat a intervenir per a separar-les, Kaitlyn va reaccionar fent el que s'anomena un "face turn" en l'argot dels lluitadors.
El 5 d'octubre al programa de NXT va derrotar Vickie Guerrero. El 8 d'octubre va interferir en una lluita entre Dolph Ziggler i MVP, ajudant Dolph a retenir el campionat intercontinental.
El 30 de novembre de 2010 es va convertir en la guanyadora de la tercera temporada de NXT. La seva primera lluita a la WWE va ser en el programa especial de Raw "Slammy Awards", on va participar en una lluita per escollir la diva de l'any, però no va aconseguir guanyar.

### 2011
El 28 de gener va fer el primer combat a SmackDown, on va fer equip amb Kelly Kelly per enfrontar-se amb Michelle McCool i Layla, lluita que van guanyar aquestes últimes després que Michelle cobrís Kaitlyn. En el seu primer combat individual va ser derrotada per Layla. El 13 de març va perdre contra AJ.

## En lluita
- Moviments finals
  - Wedgie Flatliner
- Managers
  - Vickie Guerrero
- Lluitadors dirigits
  - Dolph Ziggler

## Campionats i triomfs
- World Wrestling Entertainment
  - Guanyadora de NXT (3a. Temporada)
- Wrestling Observer Newsletter
  - WON Pitjor lluita de l'any (2010) vs. Maxine (NXT, 19 d'octubre)